# 勸世寶貝喵喵
勸世寶貝喵喵（英文：Trance Baby Meow）是台灣樂團勸世宗親會的一名藝人，以獨特的個人風格和音樂著稱，因YouTube上一首名為「勸世寶貝喵喵ㄉ喵電感應」的MV迅速在網路上打出知名度。名稱「勸世」取自出神音樂的諧音。。曾在2017年離開勸世宗親會改名為性感寶貝咪咪，2018年復出並改回原名勸世寶貝喵喵。在2019年7月25日再次宣布離開勸世宗親會改名為精靈寶貝咪咪。

## 風格
- 妝扮和服飾具強烈的色彩和個人風格，網路發布的文章通常使用火星文組成。
- 曲風自由變化，常以十分輕鬆忘我自在的姿態在台上表演。

## 作品
| 作品名稱                              | 發布日期   |
| ------------------------------------- | ---------- |
| 喵電感應 （页面存档备份，存于）       | 2016/1/07  |
| 甜蜜糖衣 （页面存档备份，存于）       | 2016/1/15  |
| 莫名其妙的喵 （页面存档备份，存于）   | 2016/1/30  |
| 喵喵異次元 （页面存档备份，存于）     | 2016/2/20  |
| 摸ㄝ摸ㄝ （页面存档备份，存于）       | 2016/3/24  |
| 永遠一瞬間 （页面存档备份，存于）     | 2016/5/04  |
| 超級好想你 （页面存档备份，存于）     | 2016/6/24  |
| 喵電時代 （页面存档备份，存于）       | 2016/7/18  |
| 動物都是好朋友 （页面存档备份，存于） | 2016/12/17 |
| 傻眼咪咪 （页面存档备份，存于）       | 2018/5/04  |
| 幸福的甜甜微笑 （页面存档备份，存于） | 2018/7/06  |
| 喵喵迷因姆咪 （页面存档备份，存于）   | 2018/9/29  |
| 夢境街 （页面存档备份，存于）         | 2019/1/25  |
| 咪姆太郎 （页面存档备份，存于）       | 2019/2/05  |
| 喵爽 （页面存档备份，存于）           | 2019/2/21  |
| 界系 （页面存档备份，存于）           | 2019/5/3   |
| 事件視界 （页面存档备份，存于）       | 2019/7/6   |